# Elvira Plüss

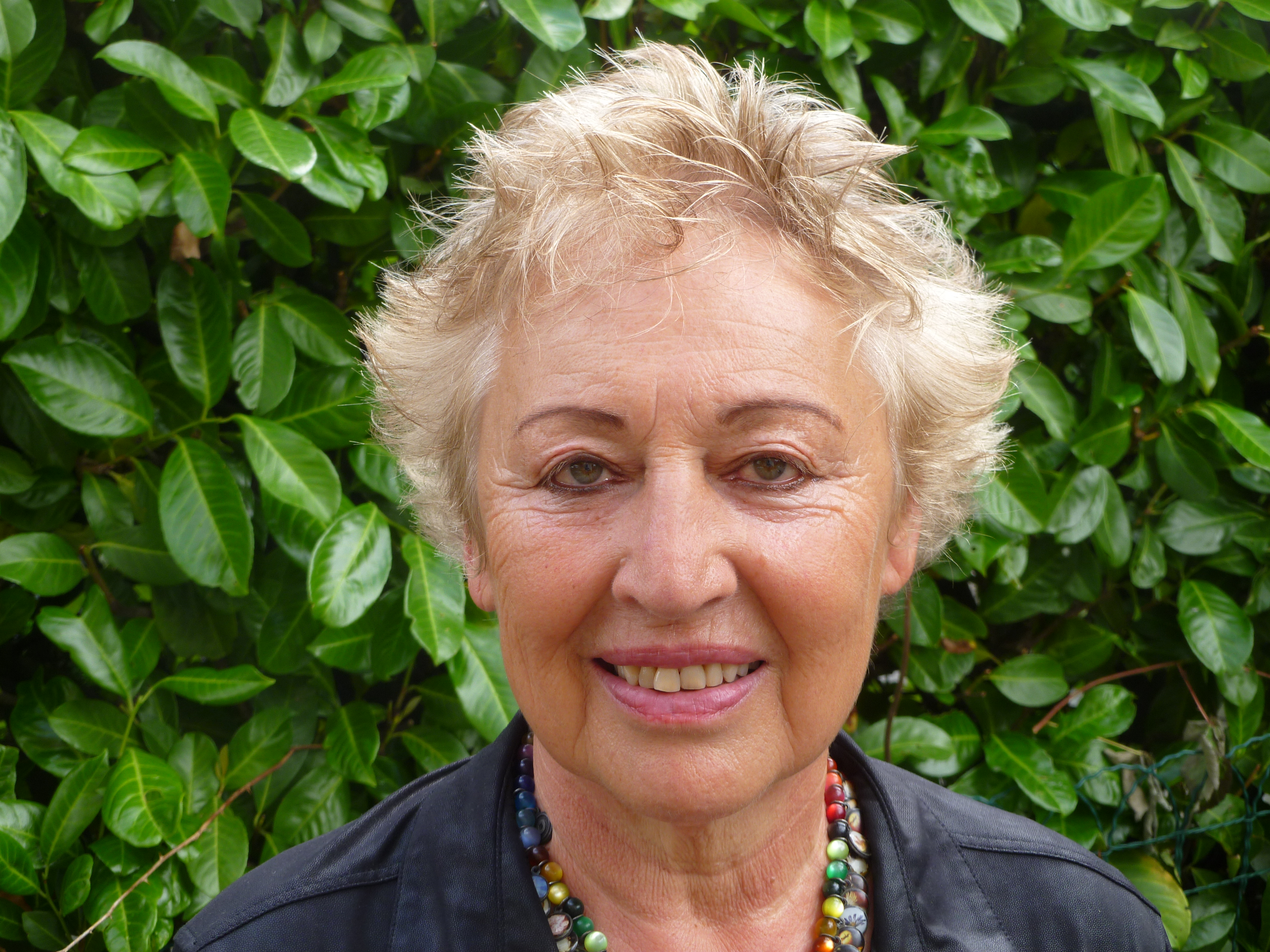
Elvira Plüss, 2021

Elvira H. Plüss (* 18. Oktober 1953 in Luzern) ist eine Schweizer Schauspielerin und Theaterregisseurin.

## Leben
Elvira H. Plüss studierte German Dance an der Sigurd Leeder School in Herisau und Schauspiel am Max Reinhardt Seminar und dem Herter Studio, Berlin. Sie war in festen Engagements am Schillertheater (Berlin), Thalia Theater (Hamburg), am Jungen Theater Göttingen und am Theater Freiburg im Breisgau. Nach ihrem Studienaufenthalt in New York kehrte sie 1987 in die Schweiz zurück und arbeitete unter anderem bei der Komedie Freies Theater Zürich und am Luzerner Theater.
Elvira Plüss schreibt Stücke für Jugendliche und Erwachsene und bringt diese zur Aufführung. Seit 2001 führt sie Regie. In Zusammenarbeit mit Eveline Ratering und Annelie Schönfelder entstand die Produktion Transit, die in Zürich uraufgeführt wurde. Im Anschluss tourte sie durch die Schweiz. Der Film Gold, Gold, Gold wurde für den Jugendfilm Wettbewerb 2016 in Zürich nominiert. Nebst einem Auftritt in der Fernsehreihe Tatort, schrieb sie 2016/2017 das Stück Kronenhaufen, das am Südpol Luzern, einem Theaterhaus des Luzerner Theaters, im Januar 2018 die Uraufführung feierte und schweizweit gezeigt wurde. 2019 schrieb sie Marokko oder die Schule brennt, diese Produktion wurde 2020 am Südpol Luzern gezeigt. Elvira Plüss gewann für ihre Hauptrolle im Kurzfilm Fensterlos von Samuel Flückiger den Spezialpreis Schauspiel 2021 des Innerschweizer Filmpreises der Albert Köchlin Stiftung.

## Werke (Auszug)
- mit Annelie Schönfelder: Transit.
- Kronenhaufen, Die Geschichte eines Verdingkindes.
- Marokko oder die Schule brennt.

### Filmografie (Auszug)
- 1998: Grenzgänge, Frau von Pfyffer (Regie:Louis Naef, Kamera:Edwin Beeler)
- Diverse Doku-Filme für Kassensturz im Schweizer Fernsehen SRF1
- 2018: Tatort: Die Musik stirbt zuletzt, Buch und Regie Dani Levy, eine Dame
- 2019: Fensterlos, von Samuel Flückiger in der Hauptrolle zusammen mit Sarah Spale
- 2022: Die goldenen Jahre, von Barbara Kulcsar (Regie) und Petra Volpe (Drehbuch)
- Werbefilm für die SUISA Episode 1 als La Maman in Louis checkt's[4]

### Hörspiele und Lesungen (Auszug)
- Meine Nacht schläft nicht, im Kleintheater Luzern
- Verschiedenen Hörspiele bei NDR, SWF, SR DRS und Radio Studio Bern,
  - 1980: Uwe Friesel: Blankenhorn, sein erster freier Fall (2. Teil) (Spaziergängerin) – Regie: Hans Rosenhauer (Original-Hörspiel, Kriminalhörspiel – NDR)

## Auszeichnungen
- 2021 Innerschweizer Filmpreis (Spezialpreis Schauspiel 2021) der Albert Köchlin Stiftung